# Gustav Wagner (Mediziner)
Gustav Wagner (* 10. Januar 1918 in Hannover; † 16. September 2006) war ein deutscher Mediziner (Dermatologe), Medizinhistoriker, Herausgeber und Medizininformatiker. Ab 1964 war er Professor für Medizinische Dokumentation und Statistik in Heidelberg.

## Leben und Wirken
Gustav Wagner besuchte das Realgymnasium in Hannover, hat während des Zweiten Weltkrieges, als Soldat, Medizin in Leipzig und Berlin studiert, legte im Winter 1945 an der Humboldt-Universität Berlin das Staatsexamen ab und wurde 1945 mit der Arbeit Über den Scheintod zum Dr. med. promoviert.
Er hat sich danach in zwei Fachgebieten der Medizin als Wissenschaftler profiliert. Seine klinische Laufbahn begann er in der Städtischen Hautklinik Hannover-Linden, wo er von 1946 bis 1951 Assistent war, bevor er 1951 als Assistent an die Universitäts-Hautklinik der Universität Kiel ging, wo er sich 1954 habilitierte, im selben Jahr Privatdozent wurde und von 1955 bis 1964 Oberarzt (ab 1959 außerplanmäßiger Professor, ab 1963 Wissenschaftlicher Rat und Professor) war. Neben der Beschäftigung mit der Dermatologie verfasste er auch Beiträge zur Geschichte des Faches. Seine Untersuchungen zur Epidemiologie in diesem Bereich brachten ihn dem zweiten Fach, der Medizinischen Dokumentation nahe, dem er fortan, auch nach seiner Emeritierung bis kurz vor seinem Tod, den überwiegenden Teil seiner Arbeitskraft widmete.
Von 1964 bis 1986 war Wagner Direktor des Instituts für Dokumentation, Information und Statistik des Deutschen Krebsforschungszentrums (DKFZ) und hatte gleichzeitig den Lehrstuhl für Medizinische Dokumentation und Statistik an der Medizinischen Fakultät der Universität Heidelberg inne. Während dieser Zeit hat er zahlreiche offizielle Funktionen wahrgenommen, so war er von 1965 bis 1973 Vorsitzender der Deutschen Gesellschaft für Medizinische Dokumentation und Statistik und 1967 bis 1968 sowie von 1973 bis 1974 Direktoriumsvorsitzender des DKFZ und langjähriges Mitglied des Lenkungsausschusses des Tumorzentrums Heidelberg/Mannheim.
Gustav Wagner prägte die Entwicklung des neuen Faches Medizinische Informatik in Heidelberg und gehörte zu den Protagonisten auf nationaler und internationaler Ebene. 1968 wurde er korrespondierendes Mitglied der Finnischen und Dänischen Dermatologischen Gesellschaft. Er wirkte am Entstehen der wissenschaftlichen Fachgesellschaft seiner Disziplin, der Deutschen Gesellschaft für Medizinische Informatik, Biometrie und Epidemiologie (GMDS) mit, deren Ehrenmitglied er war.
Wagner lebte in Schriesheim und war ein engagierter und überall akzeptierter Vertreter Deutschlands in internationalen Fachgesellschaften und Gremien, u. a. hatte er die Federführung in mehreren Projekten der Weltgesundheitsorganisation (WHO) und des Council for International Organisations of Medical Sciences (CIOMS).
Gustav Wagner war evangelisch, ab 1941 mit Inge Wagner, geborene Winiarz, verheiratet. Aus der Ehe ging der Sohn Klaus-Dieter Wagner hervor. In seiner Freizeit betätigte er sich als Philatelist.

## Projekte (Auswahl)
- „Dermatologischer Diagnoseschlüssel“
- „Allgemeiner Krankenblatt-Kopf“
- Einführung des TNM-Verschlüsselungssystems für Tumoren
- Krebsliteratur-Dokumentationssystem „CancerNet“

## Herausgebertätigkeit
Mit Heinz-Egon Kleine-Natrop gab er ab 1951 die Schriftenreihe der Nordwestdeutschen Dermatologischen Gesellschaft heraus. Er machte seine ab 1962 erschienenen Methods of Information in Medicine (bzw. die Zeitschrift für die Methodenlehre der medizinischen Forschung) zur weltweit führenden Zeitschrift der Informationsverarbeitung in der Medizin, er gab mit Siegfried Koller das erste Standardwerk des Faches (das Handbuch der medizinischen Dokumentation und Datenverarbeitung) heraus, publizierte den ersten Krebsatlas für die Bundesrepublik und war Herausgeber von einer ganzen Reihe von Kongressbänden und Handbüchern, z. B. die Organspezifische Tumordokumentation.

## Veröffentlichungen (Auswahl)
- mit R. Thome: Dokumentation, Datenverarbeitung und Statistik in der Medizin. 1975; 2. Auflage 1983.
- mit S. Koller: Handbuch der medizinischen Dokumentation und Datenverarbeitung.
- mit C. O. Köhler: Interaktive Datenverarbeitung in der Medizin. 1976.
- mit O. Nacke: Dokumentation und Information im Dienste der Gesundheitspflege. 1976.
- mit C. S. Muir: Directory of On-going Research in Cancer Epidemiology. 1976 ff. (jährlich).
- Laboratory Information System – Hospital Pharm. System. 1978.
- Tumor-Lokalisationsschlüssel. 2. Auflage. 1979.
- mit R. Frentzel-Beyme, R. Leutner und H. Wiebelt: Krebsatlas der Bundesrepublik Deutschland. 1979.
- mit M. Blohmke und H. Schipperges: Medizinische Ökologie. 1979.
- mit B. Spieß und O. Scheibe: TNM-Atlas. 1982.
- mit E. Grundmann: Basisdokumentation für Tumorkranke. 1983.
- mit C. O. Köhler und P. Tautu: Der Beitrag der Informationsverarbeitung zum Fortschritt der Medizin. 1984.
- mit N. Becker und R. Frentzel-Beyme: Krebsatlas für die Bundesrepublik Deutschland. 2. Auflage. 1985.
- mit H. J. Bochnik: Spielräume. 1985.